# Gläd dig i din ungdom
Gläd dig i din ungdom är en svensk dramafilm från 1939 i regi av Per Lindberg. I huvudrollerna ses Peter Höglund och Birgit Tengroth.

## Handling
Chefredaktören Knut Toring tänker tillbaka på sin ungdom på en bondgård och sin kärlekshistoria med grannflickan Ebba Brun.

## Om filmen
Gläd dig i din ungdom hade premiär på biograf Röda Kvarn vid Biblioteksgatan i Stockholm den 14 augusti 1939. Den har visats ett flertal gånger i SVT. Filmen bygger på romanen Sänkt sedebetyg av Vilhelm Moberg som gavs ut 1935.

## Rollista i urval
- Birgit Tengroth – Ebba Brun
- Peter Höglund – Knut Toring
- Carl Ström – Johan Toring, Knuts far/prästen
- Hilda Borgström – Hilda Toring, Knuts mor
- Erik Berglund – Samuel Brun, Ebbas far
- Anders Henrikson – Alrik, bonde
- Gösta Gustafson – Skrik-August, bonde
- Anna Lindahl – Aina Toring, Knuts hustru
- Gösta Cederlund – Lorentson, verkställande direktör
- Gunnar Sjöberg – Helgo Alfredsson
- Alf Kjellin – Henning, Alriks son
- Åke Uppström – Aron
- Emmy Albiin – mor Mina, Alriks hustru
- Ragnar Planthaber – Gösta Toring, Knuts yngre bror
- Sol-Britt Agerup – Ingegärd Toring, Knuts yngre syster
- Gunnar Höglund – Hennings yngre bror